# Férfi egyéni tőrvívás az 1904. évi nyári olimpiai játékokon
A St. Louisban megrendezett 1904. évi nyári olimpiai játékokon a férfi egyéni tőrvívás egyike volt az öt vívószámnak. 9 vívó indult 3 nemzetből.

## Eredmények

### Elődöntő
| A csoport |                                            |   |   |
| 1.        | Ramón Fonst · Kuba (CUB)                   | 4 | 0 |
| 2.        | Albertson Van Zo Post · Kuba (CUB)         | 3 | 1 |
| 3.        | Fitzhugh Townsend · Egyesült Államok (USA) | 2 | 2 |
| 4.        | Theodore Carstens · Egyesült Államok (USA) | 1 | 3 |
| 5.        | William Grebe · Egyesült Államok (USA)     | 0 | 4 |
| B csoport |                                            |   |   |
| 1.        | Gustav Casmir · Németország (GER)          | 3 | 0 |
| 2.        | Charles Tatham · Kuba (CUB)                | 2 | 1 |
| 3.        | Wilfred Holroyd · Egyesült Államok (USA)   | 1 | 2 |
| 4.        | Arthur Fox · Egyesült Államok (USA)        | 0 | 3 |

### Döntő
| Döntő |                                    |   |   |
| Arany | Ramón Fonst · Kuba (CUB)           | 3 | 0 |
| Ezüst | Albertson Van Zo Post · Kuba (CUB) | 2 | 1 |
| Bronz | Charles Tatham · Kuba (CUB)        | 1 | 2 |
| 4     | Gustav Casmir · Németország (GER)  | 0 | 3 |